# ۳۲۳ (قمری)
۳۲۳ (قمری)، سیصد و بیست و سومین سال در گاهشماری هجری قمری است. اول محرم این سال برابر با شانزدهم دسامبر سال ۹۳۴ میلادی است.

## درگذشتگان
- کشته شدن مردآویج زیاری مؤسس سلسله آل زیار بدست غلامان ترک خود در گرمابه.

## وابسته
- مرداویج زیاری
- آل اخشید